# Будимпештанска конвенција 1877.
Будимпештанска конвенција је била тајна конвенција између Русије и Аустроугарске поводом поделе интересних сфера уочи Руско-турског рата 1877-1878. године. 

## Конвенција
После неуспешне мисије Вердера и Минкса, на јесен 1876. године, отпочели су преговори између Русије и Аустроугарске о ступању Русије у рат са Турском, односно ставу Аустроугарске поводом тог сукоба. Улазак Русије у рат несумњиво би довео до пропасти Османског царства, те би се источно питање поново отворило. Како су Русија и Аустрија биле велике силе које су, због географског положаја, биле најзаинтересованије за судбину балканских поседа Османског царства, покренуле су, као чланице Тројног савеза, преговоре о подели османских балканских територија. 
Тако је 15. јануара 1877. године дошло до састанка у Будимпешти, где је потписана тајна конвенција која је Русији обезбедила неутралност Аустроугарске у предстојећем сукобу на Балкану. У замену за неутралност, Аустроугарска је добила пристанак Русије да окупира Босну и Херцеговину. Такође, Аустроугарска се обавезала да не шири амбиције ка српским, румунским, бугарским и црногорским територијама, а Русија се одрекла интереса у Босни, Херцеговини, као и ширења у Србији и Црној Гори. Поред тога, Аустроугарска је одобрила учешће Србије и Црне Горе у рату на страни Руса. 
Допунском конвенцијом одређено је да се територијалне добити изазване распадом Османског царства на Балкану сведу на Босну и Херцеговину које би припале Аустроугарској. О томе је требало склопити посебан споразум. Руси су стекли признање да поврате Бесарабију коју су изгубили након Кримског рата Париским споразумом из 1856. године, што је предвиђено нешто раније рајхштатским договором. Потврђена је, такође, одредба овог уговора о забрани стварања велике словенске државе на Балкану, као и одредбе о независности Бугарске, Румуније, Албаније, и одредба о судбини Тесалије, Епира и Крита. Цариград је требало да постане слободан град. Конвенцију су потписали Ђула Андраши са аустријске и Бецу Новиков са руске стране. 

## Потписници
- Андраши
- Новиков